# Петер Леувенбург
Петер Леувенбург (нід. Peter Leeuwenburgh, нар. 23 березня 1994, Гейненоорд, Нідерланди) — нідерландський футболіст, воротар «Гронінгена».

## Ігрова кар'єра

### Клубна
У 2004 році Петер Леувенбург приєднався до футбольної академії столичного «Аякса». З 2013 року воротар був залучений до першої команди клубу але в основі так і не зіграв жодного матчу, виступаючи за другий склад у Еерстедивізі. Влітку 2015 року стало відомо, що Леувенбурга на наступний сезон віддають в оренду у клуб «Дордрехт».
Влітку 2018 року Леувенбург залишив «Аякс» і підписав триріний контракт з клубом з Південної Африки «Кейп-Таун Сіті». Де провів наступні три роки. В липні 2021 року воротар повернувся до Європи і приєднався до нідерландського клубу «Гронінген».

### Збірна
У 2011 році у складі збірної Нідерландів (U-17) Петер Леувенбург став переможцем юнацького чемпіонату Європи, який проходив у Сербії.

## Титули
Аякс
 Чемпіон Нідерландів: 2013/14
 Переможець Кубка Нідерландів: 2013/14
 Переможець Суперкубка Нідерландів: 2013
Кейп-Таун Сіті
 Переможець Кубка Восьми
Нідерланди (U-17)
 Чемпіон Європи: 2011